# Реакція Уортона
Реакція Уортона (англ. Wharton reaction) — відновлення α,β-епокси кетонів гідразином до алілових спиртів. Wharton's procedure has been improved.
Механізм реакції: